# 経済的付加価値
経済的付加価値（けいざいてきふかかち、英: economic value added, EVA）または経済付加価値とは、企業が生み出す経済的価値を測定する指標の1つである。アメリカ合衆国ニューヨーク州にあるコンサルティング会社STERN STEWART & CO.（現・STERN VALUE MANAGEMENT, LTD.）が開発し、「EVA」というワードマークで商標登録を行っている。

## 概要
企業がある期間で生み出した収益を、投資された資本に対して測定したものであり、基本的には
「経済的付加価値＝税引後利益－（資本コスト×投資資本）」
という式で表される。
即ち、資本コストを超えて投資家にもたらした付加価値を測定する指標である。
また、上の式を変形すると、
「経済的付加価値＝（純資産利益率－資本コスト）×投資資本」
となる。
経済的付加価値という用語ができたのは比較的新しいが、利益から資本コストを差し引くという概念は古典的なもので、1890年代には経済学者のアルフレッド・マーシャルらによって提唱されている。

## 使途

### 財務分析
経済的付加価値はその性質上、異なる企業間で投資効率を測定する際に有用である。但し、有価証券や固定資産、リースなどに対する会計上の評価基準の違いや、研究開発費などの長期にわたる投資の取扱には注意が必要である。

### 報酬指標
企業が成果主義の給与体系を採用している場合、経済的付加価値はその基準として用いることができる。この場合、会社全体の経済的付加価値だけではなく、部門別の経済的付加価値を基準とすることもできる。また、単年度の数値だけではなく、前年度からの経済的付加価値の増分を用いることも考えられる。

### 投資基準
企業が投資を行うプロジェクトを選定する際に、プロジェクトの経済的付加価値の現在価値を基準に優先順位をつけることが考えられる。